# جیکوب هورویتز
جیکوب کولمن (جی. سی) هورویتز (انگلیسی: J. C. Hurewitz; ۱۱ نوامبر ۱۹۱۴ – ۱۶ مهٔ ۲۰۰۸) استاد علوم سیاسی اهل ایالات متحده آمریکا بود. او در دوران جنگ جهانی دوم در بخش خاور نزدیک اداره خدمات استراتژیک آمریکا مشغول شد و بعدها در وزارت امور خارجهٔ آمریکا مشغول به کار شد و مشاور رئیس‌جمهور آمریکا و بعدها دبیرکل سازمان ملل متحد در مسائل فلسطین شد. او از پیشگامان مطالعهٔ ملل خاورمیانه بود.
وی همچنین برندهٔ جوایزی همچون کمک‌هزینه گوگنهایم شده‌است. هورویتز در ۱۶ مه ۲۰۰۸ در سن ۹۳ سالگی در اثر سینه‌پهلو درگذشت.